# Erebus dentifascia
Erebus dentifascia là một loài bướm đêm trong họ Erebidae.